# مارماهیان روغنی
مارماهیان روغنی (نام علمی: Muraenolepididae) نام یک سرده از راسته روغن‌ماهی‌سانان است.